# Denis Meléndez
Denis Javier Meléndez Rosales (La Ceiba, Atlántida, Honduras, 22 de junio de 1995) es un futbolista hondureño. Juega como mediocampista y su actual club es el Motagua de la Liga Nacional de Honduras.
Su hermano, Carlos, también es futbolista profesional.

## Trayectoria

### Victoria
Hizo su debut profesional el 27 de febrero de 2016 durante una derrota por 4-0 contra Olimpia. 

### Vida
De cara al Apertura 2018 pasó al Vida, por petición expresa de Raúl Martínez Sambulá. 

## Estadísticas

### Clubes
| Equipo                  | Div.                | Temporada           | Liga     | Liga  | Copa Nacional | Copa Nacional | Copa Internacional | Copa Internacional | Total    | Total |
| Equipo                  | Div.                | Temporada           | Partidos | Goles | Partidos      | Goles         | Partidos           | Goles              | Partidos | Goles |
| C. D. Victoria Honduras | 1.ª                 | 2015-16             | 4        | 0     | —             | —             | —                  | —                  | 4        | 0     |
| C. D. Victoria Honduras | Total               | Total               | 4        | 0     | 0             | 0             | 0                  | 0                  | 4        | 0     |
| C. D. S. Vida Honduras  | 1.ª                 | 2018-19             | 24       | 1     | —             | —             | —                  | —                  | 24       | 1     |
| C. D. S. Vida Honduras  | 1.ª                 | 2019-20             | 34       | 3     | —             | —             | —                  | —                  | 24       | 3     |
| C. D. S. Vida Honduras  | 1.ª                 | 2020-21             | 32       | 2     | —             | —             | —                  | —                  | 24       | 2     |
| C. D. S. Vida Honduras  | 1.ª                 | 2021-22             | 21       | 1     | —             | —             | —                  | —                  | 24       | 1     |
| C. D. S. Vida Honduras  | 1.ª                 | 2022-23             | 30       | 0     | —             | —             | —                  | —                  | 24       | 0     |
| C. D. S. Vida Honduras  | Total               | Total               | 141      | 7     | 0             | 0             | 0                  | 0                  | 141      | 7     |
| F. C. Motagua Honduras  | 1.ª                 | 2023-24             | 25       | 1     | —             | —             | 5                  | 0                  | 30       | 1     |
| F. C. Motagua Honduras  | 1.ª                 | 2024-25             | 26       | 2     | —             | —             | 7                  | 0                  | 33       | 2     |
| F. C. Motagua Honduras  | Total               | Total               | 51       | 3     | 0             | 0             | 7                  | 0                  | 63       | 3     |
| Total en su carrera     | Total en su carrera | Total en su carrera | 196      | 9     | 0             | 0             | 12                 | 0                  | 208      | 10    |